# 탁발십익건
탁발십익건(拓跋什翼犍, 318년 ~ 376년)은 대나라의 군주(재위: 338년 ~ 376년)였다. 시호는 소성(昭成)이며 연호는 건국(建國, 338년 ~ 376년)을 사용하였다.
그는 선비족 삭두부(索頭部) 출신으로 탁발울률(拓跋鬱律)의 차남으로 318년 태어났다. 처음에는 후조의 황제 석호 (후조)에게 인질이 되었다. 탁발예궤의 유언에 의해 338년 대왕(代王)에 즉위하였다.
340년에는 운중의 성락(盛楽) 현재의 내몽고 자치구 화림격이현(和林格爾県)으로 천도하였다. 흉노의 유호와 대치하는 시대가 이어지다가 유호가 죽고 아들 유무환(劉務桓)이 화의를 신청하여 화의를 하였다.
363년 고차(高車)를 파괴하고 다수의 포로와 가축을 얻었다. 그러나 376년 전진에 패하였다. 군을 인솔하여 양산의 북쪽으로 달아나다가 고차 각부가 차례로 반란하고 서장자 탁발식군(拓跋寔君)에게 살해당했다.
탁발십익건(拓跋什翼健)의 시기 전진(前秦)에게 멸망당했다. 십익건의 손자 탁발규(拓跋珪;도무제(道武帝))는 전진이 비수의 전투에서 대패하여 쇠퇴한 시기를 틈타 386년 대나라 왕을 칭하고 자립했다. 이후 1년후 국호를 위나라로 정했다.